# Jane Jarvis
Jane Nossett Jarvis (* 31. Oktober 1915 in Vincennes, Indiana; † 25. Januar 2010 in Englewood, New Jersey) war eine US-amerikanische Pianistin, Organistin, Arrangeurin und Komponistin, die in den Bereichen Muzak und Jazz arbeitete.

## Leben und Wirken
Jane Jarvis galt schon früh als Wunderkind und hatte als Mädchen Unterricht bei einem Professor der Vincennes University. Ihre Familie zog dann nach Gary (Indiana), wo Jarvis bereits 1927 einen Job als Pianistin bei der lokalen Radiostation WJKS in Gary bekam. Dabei hatte sie Gelegenheit, Ethel Waters, Sophie Tucker und Paul Whitemans Orchester zu begleiten. Im Alter von 13 Jahren wurde sie Vollwaise, als ihre Eltern bei einem Verkehrsunfall starben. Sie kehrte zu ihrer restlichen Familie nach Vincennes zurück, graduierte 1932 an der Lincoln Highschool und studierte anschließend Musik an verschiedenen Konservatorien und Universitäten in Chicago.
Nachdem sie eine Zeitlang pausiert und sich um die Erziehung ihrer beiden Kinder gekümmert hatte, war sie 1954 bei der Fernsehstation WTMJ-TV in Milwaukee in einer Show namens Jivin’ with Jarvis als Begleitpianistin und Organistin tätig und spielte mit gastierenden Künstlern wie Eddie South, Billy Butterfield und Maxine Sullivan. Zu dieser Zeit war der Baseball-Verein Milwaukee Braves von Boston nach Milwaukee gezogen und Jarvis wurde als Organistin im Milwaukee County Stadium eingestellt. Nach acht Meisterschaften verließ Jarvis den Verein und zog nach New York City, wo sie bei der Muzak Corporation als Komponistin und Arrangeurin tätig war. Später stieg sie zur Vizepräsidentin und Direktorin für Aufnahmen und Programmierung auf.

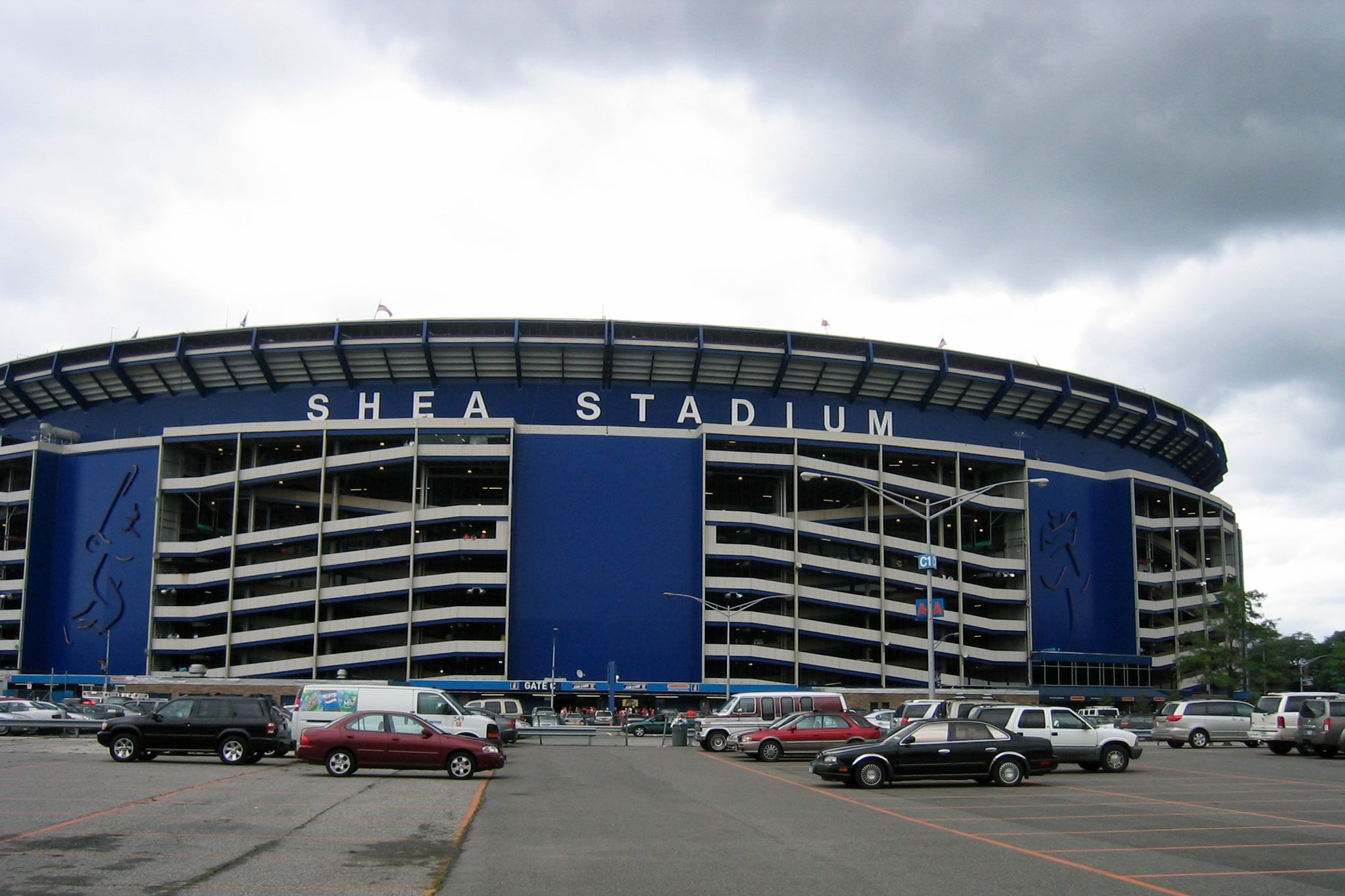
Shea Stadium

Daneben war sie ab 1964 als Organistin für die New York Mets bei deren Spielen im Shea Stadium tätig; dabei spielte sie die Erkennungsmelodie Meet the Mets. Über ihre Arbeit für die Mets und Muzak meinte sie 1984 in einem Interview mit der New York Times:
„Die meisten Leute bei der Mets-Spielen wussten nicht, dass ich auf der Orgel im Shea Stadium Jazz spielte (...) Aber Lionel Hampton, Clark Terry und Zoot Sims konnten hören, was ich da tat. (...) Und wenn ich für Muzak Aufnahmen produzierte, holte ich mit Hamp, Clark, Richie Kamuca und andere hinzu“.
1978 verließ Jarvis die Mets und das Unternehmen Muzak und konzentrierte sich auf das Jazzpiano-Spiel. Sie trat dann in New Yorker Nachtclubs auf, wie dem Zinno’s in Greenwich Village, häufig von dem Bassisten Milt Hinton begleitet, und war ein Gründungsmitglied der Formation Statesmen of Jazz, einer Gruppe von Jazzmusikern über 65 Jahre, die von der American Federation of Jazz Societies gesponsert wurde. Sie nahm dann auch einige Alben für Audiophile und Arbors unter eigenem Namen auf, wie Jane Jarvis Jams (1995), an dem Grady Tate, Dan Barrett, Earl May und Bob Haggart mitwirkten, und zuletzt 1997/98 mit Musikern wie Jake Hanna, Frank Wess und Benny Powell auf Atlantic/Pacific. Außerdem arbeitete Jarvis seit den 1960er Jahren mit Jay Leonhart, Roy Eldridge, Helen Humes, Ruby Braff, Zoot Sims und Doc Severinsen zusammen und schrieb über 300 Kompositionen.
Ihre späten Jahre verbrachte sie in Cocoa Beach (Florida), wo sie 2003 von der Space Coast Jazz Society für ihr Lebenswerk geehrt wurde. Dort organisierte sie ein jährlich stattfindendes Festival, das Jane Jarvis Jazz Invitation. 2008 wurden Jane Jarvis und Benny Powell auf dem All Nite Soul Jazz Festival in New Yorks St. Peter’s Church geehrt. Sie lebte dann in den 2000er Jahren in Manhattan, zuletzt im Lillian Booth Actors’ Home in Englewood, New Jersey.

## Diskographische Hinweise
- L.A. Quartet (Audiophile, 1988)
- Cut Class (Audiophile, 1990)
- Jane Jarvis & Jay Leonhart at Duke's Place (Progressive, 1995)
- Jane Jarvis Jams (Arbors Records, 1995)
- Atlantic/Pacific (Arbors, 1997/98)